# Montégut-Arros
Montégut-Arros település Franciaországban, Gers megyében. Lakosainak száma 279 fő (2022. január 1.). Montégut-Arros Estampures, Fréchède, Mingot, Moumoulous, Rabastens-de-Bigorre, Saint-Sever-de-Rustan, Sénac, Estampes, Laguian-Mazous és Villecomtal-sur-Arros községekkel határos.

## Népesség
A település népességének változása:
| Lakosok száma | 340  | 350  | 328  | 288  | 291  | 297  | 293  | 284  | 282  | 279  |
|               | 1968 | 1982 | 1990 | 2006 | 2013 | 2015 | 2017 | 2019 | 2020 | 2022 |